# Alban Prause
Alban Prause OSB (* 3. Februar 1887 in Hermsdorf, Bezirk Braunau, Königreich Böhmen; † 24. August 1945 in Schönau, Okres Náchod, Tschechoslowakei) war ein sudetendeutscher römisch-katholischer Ordensmann, Geistlicher und Märtyrer.

## Leben
Julius Prause, Sohn eines Zollbeamten, besuchte Gymnasien in Brüx und Tetschen und schließlich das Klostergymnasium des Benediktinerklosters Braunau. Nach dem Abitur trat er 1907 in den Benediktinerorden ein und nahm den Ordensnamen Alban an. Am 5. Oktober 1908 legte er die einfachen Gelübde und am 6. Januar 1912 die Ewigen Gelübde ab. Am 14. Juli 1912 wurde er zum Priester geweiht. Er studierte an der Universität Prag und schloss am 21. Januar 1921 mit der Promotion ab. Dann wirkte er 20 Jahre am Braunauer Ordensgymnasium. 1943 wurde er Provisor der Abtei und Pfarradministrator der Pfarrei Schönau. Am 24. August 1945 wurde er zusammen mit seinem Kaplan Pater Ansgar Schmitt von der tschechischen Polizei willkürlich aus seinem Pfarrhaus vertrieben und im Wald erschossen.

## Veröffentlichungen
- Die Laute der Braunauer Mundart. Selbstverlag der Anstalt für Sudetendeutsche Heimatforschung, Reichen-Berg 1927.

## Gedenken
Die Römisch-katholische Kirche in Deutschland nahm Pater Alban Prause als Märtyrer in das deutsche Martyrologium des 20. Jahrhunderts auf.